# Boliviani in Italia
La presenza di boliviani in Italia risale agli anni '80.
Nel 2020 c'erano 13.141 immigrati regolari dalla Bolivia in Italia. Nel 2006 erano 4.800. La presenza boliviana in Italia è per due terzi femminile e concentrata in Lombardia (9.821, 74,7% del totale).
Al 2020, le tre città di maggiore presenza dei boliviani in Italia sono Bergamo (3.332), Milano (2.104), e Roma (846).
I boliviani in Italia sono in grande maggioranza originari di Cochabamba e concentrati a Bergamo; le due città sono gemellate dal 2008. I cochabambini di Bergamo sono particolarmente devoti alla Virgin di Urkupina e fanno riferimento alla Missione Santa Rosa da Lima per la pastorale dei latinoamericani al Centro Pastorale San Lazzaro.
Oltre all'ambasciata a Roma, i boliviani in Italia possono contare su consolari onorari a Bergamo, Milano, Genova e Napoli. 